# واقعی و درست
واقعی و درست(به انگلیسی: Real and True) نام تک‌آهنگی از فیوچر و مایلی سایرس با همراهی هادسن است که در ۵ نوامبر ۲۰۱۳ با تهیه‌کنندگی مایک ویل، توسط اپیک و ناشران فیوچر یعنی فریبندز و ای۱ منتشر شده.
این آهنگ به طور کلی مورد پسند منتقدان قرار گرفته و رتبه ۳۲ را در بیلبورد برای سبک آراندبی بدست آورده.